# John Eaton (pirata)
John Eaton (fl. 1682-1686) foi um bucaneiro inglês e pirata, activo nas costas da América do Sul e Central. Fez a viagem de circumnavegação do mundo antes de regressar a Inglaterra.

## História
John Eaton, era provavelmente oriundo de Londres, Inglaterra. Iniciou-se em 1683 como capitão mercante, comandando um barco chamado de Nicolas (em inglês Nicholas), com 80 homens, 20 canhões, 250 ton., ao serviço da Companhia das Índias Ocidentais Dinamarquesas, navegando para a Ilha de São Tomás, na época parte das Índias Ocidentais Dinamarquesas, actualmente Ilhas Virgens Americanas.
Após uma visita a Cabo Verde, inicia vários ataques piratas ao longo da costa do Brasil, incluindo uma parceria com o pirata George Bond,
Eaton rodeou o Estreito de Magalhães em 1684. Encontrou então o comandante do barco chamado de Cygnet do pirata Charles Swan.
Eaton separa-se de Swan e associa-se com o pirata John Cook, que entretanto morre, sucedendo-lhe Edward Davis. Eaton and Davis navegaram juntos durante vários meses, atacando barcos espanhóis e povoações ao largo da costa do Peru. Encontraram-se na Ilha do Coco (Costa Rica), Ilha da Prata (Equador) e no Arquipélago Juan Fernández, antes de Davis viajar sozinho.
Em 1685 Eaton navega para ocidente pelo Oceano Pacífico, arranjando suprimentos na Ilha de Gorgona (Colômbia) indo para as Ilhas Orientais, via Guam. Alguns dos seus homens, vindos de Edward Davis, incluindo Ambrose Cowley, desertam em Batavia (actual Jacarta). Com os restantes atacam os barcos locais perto de Cantão e Timor alcançando saques valiosos, chegando ao ponto de numa altura as velas do barco serem reparadas com seda chinesa.
Há várias versões sobre os últimos dias de Eaton. Uma versão diz que morreu em Madras, tendo parte da sua tripulação continuado a realizar ataques piratas, enquanto que outra parte debandou, tendo alguns retornado a Inglaterra. Outra versão diz que Eaton sobreviveu e retornou a Londres em 1686. Parte dos membros da tripulação que continuaram na pirataria capturaram um barco chamado de Boa Esperança e convenceram o navegador Duncan Mackintosh a ser o seu capitão, continuando assim o legado pirata de John Eaton.

## References
1. ↑  Laprise, Raynald. «Les flibustiers de l'Amérique (1648-1688)». La Diable Volant
2. 1 2  Thornbury, Walter (1861). The monarchs of the Main. London: Routledge, Warne, & Routledge
3. ↑  Day, A. Grove (Arthur Grove) (1968). Pirates of the Pacific. New York: New York, Meredith Press
4. 1 2  Grey, Charles (1933). Pirates of the eastern seas (1618-1723): a lurid page of history. London: S. Low, Marston & co., ltd
5. ↑  Fox, Edward Theophilus (2013). 'Piratical Schemes and Contracts': Pirate Articles and Their Society 1660-1730 (em inglês). Exeter UK: University of Exeter
6. ↑  Marley, David (2010). Pirates of the Americas (em inglês). Santa Barbara CA: ABC-CLIO. ISBN 9781598842012
7. ↑  Hill, S. Charles (1919).  Carnac, Sir Richard Temple, ed. «EPISODES OF PIRACY IN THE EASTERN SEAS». Delhi: Swati Publications. Indian Antiquary A Journal Of Oriental Research Vol.48. 48: 217-219